# Église protestante d'Eckwersheim
L'église protestante d'Eckwersheim est un monument historique situé à Eckwersheim, dans le département français du Bas-Rhin.

## Localisation

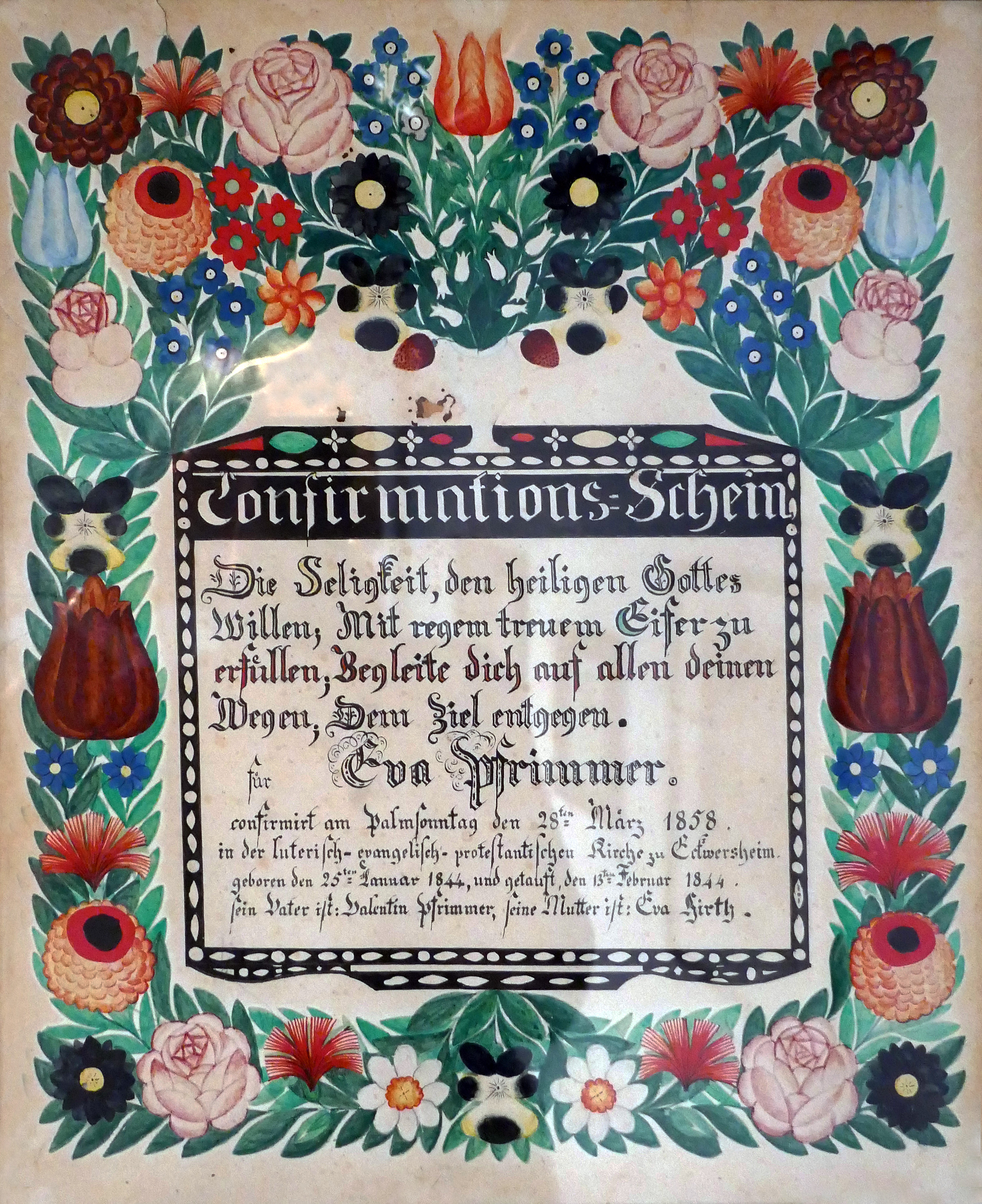
Souvenir de confirmation (1858).

Ce bâtiment est situé rue du Général de Gaulle à Eckwersheim.

## Historique
L'édifice fait l'objet d'une inscription au titre des monuments historiques depuis 1929.